# Dirk Urban
Dirk Urban (* 14. Januar 1969 in Neumünster) ist ein ehemaliger deutscher Kugelstoßer.

## Laufbahn
Der 1,88 Meter große, für die LG Wedel-Pinneberg startende Urban betrieb neben dem Kugelstoßen zunächst auch Diskus- und Hammerwurf.
Seine größten Erfolge errang er aber mit der Kugel: 1996 gewann Urban, dessen Stärken eigener Aussage nach insbesondere Schnelligkeit und Dynamik waren, Silber bei der Leichtathletik-Halleneuropameisterschaft in Stockholm, als er eine Weite von 20,04 Metern erreichte. Obwohl er in Neumünster keinen Trainer hatte und das ganze Jahr im Freien üben musste, gelang ihm der Sprung zu den Olympischen Spielen in Atlanta, bei denen er in der Qualifikation ausschied. 1996 wurde er zudem Deutscher Vizemeister im Freien, 1993 und 1996 in der Halle. Im Jugendalter wurde er 1987 und 1988 jeweils Sechster der Junioren-Europameisterschaften.
Im Jahr 2000 machten Urban Ellenbogenbeschwerden zu schaffen, die Qualifikation zu den Olympischen Sommerspielen in Sydney verpasste er. Der gelernte Industriemechaniker mit Anstellung bei der Deutschen Bahn stellte den Leistungssport in den folgenden Jahren hintan, ehe er sich ab November 2002 wieder verstärkt dem Kugelstoßen widmete und erneut den Anschluss an die erweiterte deutsche Spitze schaffte.

## Persönliche Bestleistungen
- Kugelstoßen: 20,26 m, 13. Juli 1996, Iffezheim
  - Halle: 20,14 m, 2. März 1996, Bad Segeberg